# Euglyphis
Euglyphis is een geslacht van vlinders uit de familie van de spinners (Lasiocampidae). De wetenschappelijke naam van het geslacht is voor het eerst geldig gepubliceerd door Jacob Hübner in 1820.
Euglyphis is het grootste geslacht in de familie van de spinners, met meer dan 350 beschreven soorten. Het is een Neotropisch geslacht, dat voorkomt in Mexico, Midden- en Zuid-Amerika en de Caraïben.

## Soorten
- E. abolla Draudt, 1927
- E. adusta (Walker, 1855)
- E. adustata (Bryk, 1953)
- E. aenegia Schaus, 1936
- E. agdara Schaus, 1936
- E. agresta (Stoll, 1782)
- E. albata (Dognin, 1923)
- E. albidifascia (Walker, 1855)
- E. albidula (Dognin, 1916)
- E. albigrisea (Schaus, 1906)
- E. albiochrea Kaye, 1922
- E. albiserrata Draudt, 1927
- E. albofusca (Dognin, 1912)
- E. aldegondes Schaus, 1924
- E. aleria (Druce, 1890)
- E. alumnata (Dognin, 1912)
- E. amatura Schaus, 1936
- E. amazonica (Butler, 1878)
- E. amida (Druce, 1890)
- E. amisena (Druce, 1890)
- E. ampira (Druce, 1890)
- E. argyphea (Berg, 1883)
- E. artata Draudt, 1928
- E. asapha Schaus, 1936
- E. attenuata (Schaus, 1910)
- E. audifax Schaus, 1924
- E. banghaasi Draudt, 1927
- E. barda (Schaus, 1910)
- E. bardina (Dognin, 1923)
- E. bibiana (Stoll, 1782)
- E. binuba (Dognin, 1923)
- E. bipuncta (Schaus, 1905)
- E. bochica Schaus, 1892
- E. boresa Schaus, 1896
- E. braganza (Schaus, 1892)
- E. braganzina Schaus, 1934
- E. braganzoides (Schaus, 1912)
- E. bridarolliana Köhler, 1949
- E. brumosa (Dognin, 1923)
- E. brunnea (Schaus, 1894)
- E. cacopasa (Schaus, 1911)
- E. cachaca Schaus, 1936
- E. campinata Schaus, 1936
- E. canescens Dognin, 1905
- E. canifascia (Walker, 1869)
- E. canities (Schaus, 1910)
- E. cantella Schaus, 1936
- E. capillata (Schaus, 1910)
- E. captiosa Draudt, 1927
- E. cariosa (Schaus, 1910)
- E. carola (Schaus, 1910)
- E. casia (Dognin, 1922)
- E. casimir Schaus, 1924
- E. cassida (Dognin, 1922)
- E. castalia (Druce, 1897)
- E. castrensis Schaus, 1894
- E. catenifera Draudt, 1927
- E. celebris (Schaus, 1910)
- E. centuncula Draudt, 1927
- E. cercina (Druce, 1897)
- E. certima (Druce, 1897)
- E. cinerea (Dognin, 1901)
- E. cinerulenta (Dognin, 1916)
- E. ciniala Draudt, 1927
- E. cinifax Draudt, 1927
- E. circumducta (Dognin, 1923)
- E. claudia (Stoll, 1782)
- E. cochabamba Schaus, 1936
- E. coda Schaus, 1936
- E. combusta Draudt, 1927
- E. confusa (Walker, 1855)
- E. congruens Dognin, 1905
- E. consolabilis (Dyar, 1910)
- E. contubernalis Draudt, 1927
- E. corcyra (Druce, 1897)
- E. crepuscularis Draudt, 1927
- E. chamicuros Schaus, 1896
- E. charax (Druce, 1897)
- E. chera (Schaus, 1896)
- E. daltha (Schaus, 1905)
- E. debilis Draudt, 1927
- E. deceana (Ddruce, 1894)
- E. definita (Schaus, 1910)
- E. deformis (Schaus, 1890)
- E. delineata (Walker, 1855)
- E. dentilinea Draudt, 1928
- E. detrita Draudt, 1927
- E. deusta (Herrich-Schäffer, 1854)
- E. dicax Draudt, 1927
- E. directa (Schaus, 1910)
- E. directilinea (Schaus, 1906)
- E. discorica (Dyar, 1914)
- E. distincta (Butler, 1878)
- E. durtea (Schaus, 1906)
- E. efferata Draudt, 1927
- E. egra (Schaus, 1910)
- E. elena (Schaus, 1910)
- E. elongata (Dognin, 1912)
- E. erebina (Butler, 1878)
- E. exigua (Butler, 1878)
- E. exoterica Draudt, 1927
- E. faeculenta Draudt, 1927
- E. falsa (Schaus, 1894)
- E. falsaria (Dognin, 1923)
- E. falsifica (Dognin, 1923)
- E. fallacia (Dognin, 1923)
- E. farina (Schaus, 1906)
- E. farinula (Dognin, 1912)
- E. fasciolata (Butler, 1878)
- E. fenestrata (Dognin, 1923)
- E. fibra (Schaus, 1890)
- E. filispinosa Draudt, 1927
- E. flatura (Dognin, 1916)
- E. flaviana Schaus, 1936
- E. flumentana (Dognin, 1912)
- E. fulvago Draudt, 1927
- E. funerea Schaus, 1896
- E. fusconigra (Dognin, 1912)
- E. geminata (Dognin, 1923)
- E. genesa (Schaus, 1906)
- E. gera (Schaus, 1906)
- E. gibea (Druce, 1899)
- E. giulia (Schaus, 1906)
- E. godeberti Schaus, 1936
- E. grammophora (Felder, 1874)
- E. gundlea Schaus, 1924
- E. gurda (Dognin, 1905)
- E. guttivena (Walker, 1855)
- E. guttularis (Walker, 1855)
- E. herberti (Schaus, 1906)
- E. horrifer (Schaus, 1906)
- E. huacamaya Schaus, 1936
- E. hyalescens Schaus, 1936
- E. incivilis (Walker, 1865)
- E. inconspicua (Schaus, 1905)
- E. incopiosa (Dognin, 1922)
- E. indentata (Schaus, 1910)
- E. indrosia Schaus, 1936
- E. inflata (Schaus, 1911)
- E. insuta Draudt, 1927
- E. intermedia Bryk, 1953
- E. interula (dognin, 1916)
- E. intuta (Dognin, 1916)
- E. iresca (Schaus, 1906)
- E. isolina Schaus, 1936
- E. jeba (Schaus, 1910)
- E. juliana (Schaus, 1912)
- E. kotzschi Draudt, 1927
- E. lacrimosa Schaus, 1892
- E. lanceolata Bryk, 1953
- E. lapana Schaus, 1905
- E. lankesteri (Schaus, 1910)
- E. laronia (Druce, 1887)
- E. larunda (Druce, 1887)
- E. larundina (Schaus, 1910)
- E. lascoria (Druce, 1890)
- E. lascorina Schaus, 1936
- E. laudia (Druce, 1890)
- E. laurena (Schaus, 1905)
- E. laverna (Schaus, 1910)
- E. lepta (Schaus, 1910)
- E. libella (Dognin, 1923)
- E. libnites (Druce, 1897)
- E. lillia Schaus, 1936
- E. limba (Druce, 1887)
- E. lixa (Dognin, 1912)
- E. lola (Schaus, 1905)
- E. lucedia Schaus, 1936
- E. luciana Schaus, 1936
- E. lucilla (Stoll, 1782)
- E. lyso (Druce, 1897)
- E. maculata (Dognin, 1916)
- E. maculella Bryk, 1953
- E. magnaevia (Dognin, 1923)
- E. manaosa Schaus, 1936
- E. marbodia Schaus, 1940
- E. marginata (Schaus, 1894)
- E. maria (Schaus, 1910)
- E. marica Schaus, 1936
- E. marissima (Dognin, 1912)
- E. marna Schaus, 1896

- E. mediana (Schaus, 1896)
- E. medinensis Schaus, 1936
- E. medioclara (Schaus, 1906)
- E. melaina Draudt, 1927
- E. melancholica (Butler, 1878)
- E. melca (Schaus, 1906)
- E. mendosa Draudt, 1927
- E. metrana Schaus, 1936
- E. minuta (Dognin, 1907)
- E. mizera Draudt, 1927
- E. modesta (Druce, 1887)
- E. moisa (Dognin, 1912)
- E. morens (Schaus, 1906)
- E. moridens Schaus, 1936
- E. mucida Draudt, 1927
- E. mulieraria Schaus, 1936
- E. murina (Möschler, 1878)
- E. mus (Dognin, 1916)
- E. mya (Schaus, 1906)
- E. namora (Schaus, 1906)
- E. napala (Schaus, 1906)
- E. napalita Draudt, 1927
- E. napaloides (Dognin, 1912)
- E. napalona Draudt, 1927
- E. naraxa (Schaus, 1906)
- E. narceta (Schaus, 1906)
- E. nardina (Dognin, 1916)
- E. nebula (Schaus, 1910)
- E. nebulosa (Weymer & Maassen, 1890)
- E. necopina (Dognin, 1916)
- E. necopinella (Dognin, 1916)
- E. nennia Schaus, 1936
- E. nigropunctata (Schaus, 1906)
- E. nocens (Herrich-Schäffer, 1854)
- E. nubiplena (Dognin, 1918)
- E. nysaea (Dognin, 1923)
- E. nystamma (Dyar, 1912)
- E. obsessa (Dognin, 1912)
- E. obtusa (Herrich-Schäffer, 1856)
- E. ocyroe (Dognin, 1890)
- E. ochropyga (Felder, 1874)
- E. ogenes (Herrich-Schäffer, 1854)
- E. olivetta Schaus, 1936
- E. onesca (Schaus, 1906)
- E. onoba (Druce, 1906)
- E. orgyia Draudt, 1927
- E. ornata (Stoll, 1782)
- E. oslacia Schaus, 1936
- E. ozora (Druce, 1899)
- E. palma (Schaus, 1905)
- E. palota Schaus, 1900
- E. panselene Dyar, 1928
- E. parepa (Schaus, 1906)
- E. pastica (Schaus, 1905)
- E. patchetti Schaus, 1936
- E. petronella Schaus, 1936
- E. petrovna (Schaus, 1906)
- E. phedonionides (Schaus, 1912)
- E. phyllis (Schaus, 1910)
- E. plana (Walker, 1855)
- E. planita Schaus, 1924
- E. poasia (Schaus, 1910)
- E. pompilus Dognin, 1892
- E. praedicabilis Draudt, 1927
- E. primola Schaus, 1927
- E. princeps (Dognin, 1912)
- E. prodiga Draudt, 1927
- E. propinqua (Walker, 1866)
- E. pseudamida (Dognin, 1912)
- E. pumayaca Schaus, 1936
- E. punctigera (Dognin, 1922)
- E. punctulata (Dognin, 1912)
- E. putrida (Schaus, 1906)
- E. pygma Schaus, 1900
- E. quassa Draudt, 1928
- E. quercifolia Draudt, 1927
- E. rages (Druce, 1899)
- E. ragesina Drudt, 1927
- E. rapina (Dognin, 1923)
- E. rearensis Schaus, 1936
- E. rectidivisa Dognin, 1923
- E. renesca (Schaus, 1906)
- E. resarta Draudt, 1927
- E. resina Schaus, 1936
- E. retrita Draudt, 1927
- E. reversa Draudt, 1927
- E. revincta Draudt, 1927
- E. riphea Stoll, 1782
- E. rivulosa Drury, 1773
- E. roseimaculata (Dognin, 1912)
- E. roseonigra (Dognin, 1912)
- E. roxana (Schaus, 1906)
- E. rubresca Bryk, 1953
- E. rubrica Draudt, 1928
- E. rundala (Schaus, 1906)
- E. salandria (Schaus, 1906)
- E. salebrosa Draudt, 1927
- E. scaptia (Dognin, 1916)
- E. scripturata (Dognin, 1916)
- E. schadei Schaus, 1924
- E. semifunebris (Schaus, 1915)
- E. semita (Schaus, 1906)
- E. senucis Schaus, 1924
- E. serapion Schaus, 1924
- E. signifera (Dognin, 1920)
- E. sigurda (Schaus, 1910)
- E. simia (Dognin, 1901)
- E. similavis (Kaye, 1924)
- E. simiola Draudt, 1927
- E. skaptiodes (Dognin, 1923)
- E. sobrina (Schaus, 1910)
- E. sommeri Draudt, 1927
- E. sonia (Schaus, 1910)
- E. spectans Draudt, 1927
- E. spreta Draudt, 1927
- E. spurcata Draudt, 1927
- E. subguttularis (Dognin, 1901)
- E. submarginalis (Walker, 1866)
- E. subterranea (Dognin, 1912)
- E. sulcata (Dognin, 1912)
- E. sulga (Schaus, 1906)
- E. supertheresa (Dognin, 1916)
- E. sura (Schaus, 1905)
- E. suramis Schaus, 1924
- E. sylpha Dognin, 1923
- E. taedia Draudt, 1927
- E. talma (Schaus, 1905)
- E. tamila (Schaus, 1906)
- E. tamira Schaus, 1936
- E. tanta Draudt, 1927
- E. tapajoza Schaus, 1936
- E. temblora (Schaus, 1906)
- E. temperata Draudt, 1927
- E. tenuata (Dognin, 1923)
- E. teramba Schaus, 1936
- E. terasita Schaus, 1936
- E. teresina (Schaus, 1906)
- E. terranea (Butler, 1878)
- E. theresa Schaus, 1892
- E. thyatira (Druce, 1887)
- E. tirmina Schaus, 1936
- E. tornipuncta (Schaus, 1906)
- E. torrida (Schaus, 1910)
- E. tosticrista Draudt, 1927
- E. tupmila Schaus, 1936
- E. umbrona Bryk, 1953
- E. umbrosa (Dognin, 1912)
- E. unda (Dognin, 1912)
- E. vandrilla Schaus, 1924
- E. varma (Schaus, 1906)
- E. vecina (Schaus, 1906)
- E. venalia Schaus, 1896
- E. victoris Dognin, 1892
- E. viridescens (Dognin, 1916)
- E. viridiflava (Schaus, 1906)
- E. viridisuffusa Schaus, 1936
- E. vistorica Schaus, 1924
- E. vithersi (Schaus, 1906)
- E. vitripuncta Schaus, 1896
- E. vittabunda (Dyar, 1915)
- E. xingua Schaus, 1936
- E. yahuarmaya Schaus, 1936
- E. zemira (Druce, 1900)
- E. zenona Schaus, 1936
- E. zikani Draudt, 1927
- E. zurcheri (Druce, 1897)